# Charles Bronson
Charles Bronson, születési nevén Charles Dennis Buchinsky (Ehrenfeld, Pennsylvania, 1921. november 3. – Los Angeles, 2003. augusztus 30.) litván származású amerikai színész. Legismertebb filmjei a Volt egyszer egy Vadnyugat, A hét mesterlövész, Bosszúvágy, A piszkos tizenkettő. Pályafutása során leginkább keménykötésű rendőröket és revolverhősöket alakított.

## Élete

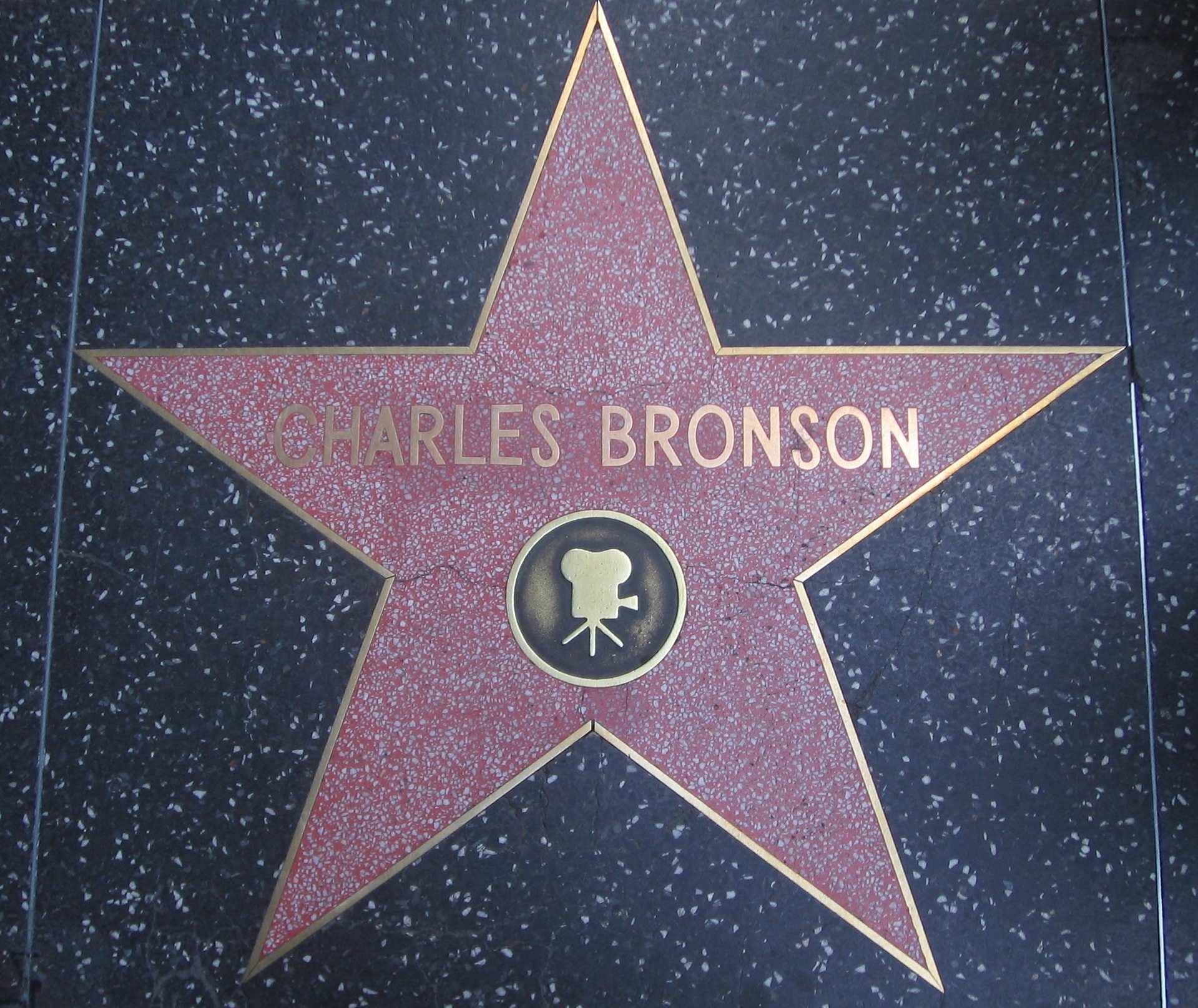
Csillaga a Walk of Fame-en

1921-ben született egy litván származású szénbányász családban, Ehrenfeldben (Pennsylvania). Apai ágon lipek tatároktól származik, ez magyarázza a színész ázsiai jellegű vonásait. Bronson volt a tizenegyedik a család 15 gyermekéből. Az angol mellett folyékonyan beszélt oroszul, litvánul és görögül. Tízéves volt, amikor édesapja elhunyt. Hogy segítse családját, tizenhat évesen egy szénbányában kezdett dolgozni a testvére oldalán.
A második világháborúban lövészként szolgált egy B-29-es bombázó fedélzetén. Részt vett a Japán elleni harcokban, és az amerikai hadseregben sebesüléséért Bíbor Szív kitüntetésben részesült. A háború után bokszolásból és alkalmi munkákból élt. Ezekben az években művészetet tanult Philadelphiában, és közben színpadi munkásként dolgozott, hogy díszlettervezői ambícióit kiteljesítse. Hamarosan azonban kiderült, hogy a színészethez nagyobb affinitást érez. Már kisebb szerepekben is feltűnt a színpadon, amikor a filmrendező Henry Hathaway 1951-ben felfigyelt rá, és egy kisebb szerepet adott neki készülő új filmjében.
1949 és 1967 között Harriet Tendlerrel élt házasságban. Két gyerekük született, Tony és Suzanne. 1968-ban feleségül vette kolléganőjét, Jill Irelandot, és született egy lányuk, Zuleika. 1983-ban örökbe fogadták Katrina Holden Bronsont. Ireland 1990-ben, rákban halt meg. 1998-ban Bronson elvette a 40 évvel fiatalabb producert, Kim Weekset. Az 1990-es évek végén Alzheimer-kórban betegedett meg. 2003. augusztus 31-én halt meg 81 éves korában, a Los Angeles-i Cedars-Sinai kórházban, tüdőgyulladás következtében.

## Filmográfia
Stáblistán nem szerepel
‡ — Charles Buchinsky néven szerepel az adott filmben
| Év   | Magyar cím                             | Eredeti cím                           | Szerep                     | Magyar hang       |
| ---- | -------------------------------------- | ------------------------------------- | -------------------------- | ----------------- |
| 1951 |                                        | The Mob                               | Jack                       |                   |
| 1951 | A nép kontra O'Hara                    | The People Against O'Hara             | Angelo Korvac              |                   |
| 1951 |                                        | You're in the Navy Now                | Wascylewski                |                   |
| 1952 |                                        | Bloodhounds of Broadway               | "Pittsburgh Philo" Green   |                   |
| 1952 |                                        | Battle Zone                           | magánszemély               |                   |
| 1952 | Pat és Mike ‡                          | Pat and Mike                          | Hank Tasling               | Rosta Sándor      |
| 1952 |                                        | Diplomatic Courier                    | orosz ügynök               |                   |
| 1952 |                                        | My Six Convicts ‡                     | Jocko                      |                   |
| 1952 |                                        | The Marrying Kind                     | Eddie, munkatárs           |                   |
| 1952 |                                        | Red Skies of Montana                  | Neff                       |                   |
| 1953 |                                        | Miss Sadie Thompson ‡                 | Edwards közlegény          |                   |
| 1953 | Panoptikum – A viaszbabák háza ‡       | House of Wax                          | Igor                       | nem szólal meg    |
| 1953 |                                        | Off Limits                            | Russell                    |                   |
| 1953 |                                        | The Clown                             | Eddie, kockázati játékos   |                   |
| 1953 |                                        | Torpedo Alley                         | matróz                     |                   |
| 1954 | Az apacs harcos ‡                      | Apache                                | Hondo                      | Józsa Imre        |
| 1954 | Az apacs harcos ‡                      | Apache                                | Hondo                      | F. Nagy Zoltán    |
| 1954 |                                        | Riding Shotgun ‡                      | Pinto                      |                   |
| 1954 |                                        | Tennessee Champ ‡                     | Sixty Jubel                |                   |
| 1954 | Bűnhullám ‡                            | Crime Wave                            | Ben Hastings               |                   |
| 1954 | Vera Cruz ‡                            | Vera Cruz                             | Pittsburgh                 | Kapácsy Miklós    |
| 1954 | Vera Cruz ‡                            | Vera Cruz                             | Pittsburgh                 | Bolla Róbert      |
| 1954 |                                        | Drum Beat                             | Jack Kintpuash kapitány    |                   |
| 1955 |                                        | Target Zero                           | Vince Gaspari őrmester     |                   |
| 1955 |                                        | Big House, U.S.A.                     | Benny Kelly                |                   |
| 1956 | Jubal                                  | Jubal                                 | Reb Haislipp               | Mihályi Győző     |
| 1956 |                                        | Man with a Camera                     | Mike Kovac                 |                   |
| 1957 |                                        | Run of the Arrow                      | Blue Buffalo               |                   |
| 1958 |                                        | Gang War                              | Alan Avery                 |                   |
| 1958 |                                        | When Hell Broke Loose                 | Steve Boland               |                   |
| 1958 | Géppuskás Kelly                        | Machine-Gun Kelly                     | Géppuskás Kelly            |                   |
| 1958 |                                        | Showdown at Boot Hill                 | Luke Welsh                 |                   |
| 1959 | Elsöprő túlerő                         | Never So Few                          | John Danforth őrmester     |                   |
| 1960 | A hét mesterlövész                     | The Magnificent Seven                 | Bernardo O'Reilly          | Koncz Gábor       |
| 1961 | A világ ura                            | Master of the World                   | John Strock                |                   |
| 1961 |                                        | A Thunder of Drums                    | Hanna járőr                |                   |
| 1962 | X-15                                   | X-15                                  | Lee Brandon alezredes      | Kassai Károly     |
| 1962 | A Galahad-kölyök                       | Kid Galahad                           | Lew Nyack                  | Bolla Róbert      |
| 1963 | A nagy szökés                          | The Great Escape                      | Danny Velinski hadnagy     | Kovács István     |
| 1963 | A nagy szökés                          | The Great Escape                      | Danny Velinski hadnagy     | Király Attila     |
| 1963 | A nagy szökés                          | The Great Escape                      | Danny Velinski hadnagy     | Dányi Krisztián   |
| 1963 | Két pár texasi                         | 4 for Texas                           | Matson                     | Bujtor István     |
| 1963 | Két pár texasi                         | 4 for Texas                           | Matson                     | Zágoni Zsolt      |
| 1965 | Diablo fegyverei                       | Guns of Diablo                        | Linc Murdock               |                   |
| 1965 | Út a szeretet felé                     | The Sandpiper                         | Cos Erickson               |                   |
| 1965 | A halál ötven órája                    | Battle of the Bulge                   | Wolenski őrnagy            | Sztankay István   |
| 1965 |                                        | The Bull of the West                  | Ben Justin                 |                   |
| 1966 | Ez a ház bontásra vár                  | This Property Is Condemned            | J.J. Nichols               | Jakab Csaba       |
| 1966 |                                        | The Meanest Men in the West           | Charles S. Dubin           |                   |
| 1967 | A piszkos tizenkettő                   | The Dirty Dozen                       | Joseph Wladislaw           | Szersén Gyula     |
| 1968 | Harc San Sebastianért                  | Guns for San Sebastian                | Teclo                      | Haás Vander Péter |
| 1968 | Ég veled, barátom!                     | Farewell, Friend                      | Franz Propp                | Koncz Gábor       |
| 1968 | Arnold, a bajkeverő                    | Villa Rides                           | Rodolfo Fierro             | Szersén Gyula     |
| 1968 | Volt egyszer egy Vadnyugat             | Once Upon a Time in the West          | Harmónika                  | Szersén Gyula     |
| 1968 | Volt egyszer egy Vadnyugat             | Once Upon a Time in the West          | Harmónika                  | Fekete Ernő       |
| 1969 | Twinky                                 | Twinky                                | Scott Wardman              | Kristóf Tibor     |
| 1969 | Nem lehetsz mindig győztes!            | You Can't Win 'Em All                 | Josh Corey                 | Reviczky Gábor    |
| 1970 | Futó zápor                             | Rider on the Rain                     | Harry Dobbs ezredes        |                   |
| 1970 | Az erőszak városa                      | Violent City                          | Jeff Heston                | Szersén Gyula     |
| 1970 | Az erőszak városa                      | Violent City                          | Jeff Heston                | Koncz Gábor       |
| 1970 | Az erőszak városa                      | Violent City                          | Jeff Heston                | Borbiczki Ferenc  |
| 1971 | Hideg veríték                          | Cold Sweat                            | Joe Martin                 | Gruber Hugó       |
| 1971 | Hideg veríték                          | Cold Sweat                            | Joe Martin                 | Szersén Gyula     |
| 1971 | Valaki az ajtó mögött                  | Someone Behind the Door               | Az idegen                  | Szersén Gyula     |
| 1971 | Vörös Nap                              | Red Sun                               | Link Stuart                | Szersén Gyula     |
| 1971 | Vörös Nap                              | Red Sun                               | Link Stuart                | Epres Attila      |
| 1972 | Cosa Nostra – A Valachi-ügy            | The Valachi Papers                    | Joe Valachi                | Szersén Gyula     |
| 1972 | Chato földje                           | Chato's Land                          | Pardon Chato               | Juhász Jácint     |
| 1972 | Chato földje                           | Chato's Land                          | Pardon Chato               | Áron László       |
| 1972 | Chato földje                           | Chato's Land                          | Pardon Chato               | Kiss Csaba        |
| 1972 | Mestergyilkos                          | The Mechanic                          | Arthur Bishop              | Reviczky Gábor    |
| 1972 | Mestergyilkos                          | The Mechanic                          | Arthur Bishop              | Mihályi Győző     |
| 1973 |                                        | The Stone Killer                      | Lou Torrey                 |                   |
| 1973 | Valdez lovai                           | Chino                                 | Chino Valdez               | Szersén Gyula     |
| 1974 | Mr. Majestyk                           | Mr. Majestyk                          | Vince Majestyk             | Koncz Gábor       |
| 1974 | Mr. Majestyk                           | Mr. Majestyk                          | Vince Majestyk             | Szersén Gyula     |
| 1974 | Mr. Majestyk                           | Mr. Majestyk                          | Vince Majestyk             | Mihályi Győző     |
| 1974 | Bosszúvágy                             | Death Wish                            | Paul Kersey                | Kristóf Tibor     |
| 1975 | Szöktetés                              | Breakout                              | Nick Colton                | Szabó Gyula       |
| 1975 | Szöktetés                              | Breakout                              | Nick Colton                | Gruber Hugó       |
| 1975 | Szöktetés                              | Breakout                              | Nick Colton                | Koncz Gábor       |
| 1975 | A nagy bunyós                          | Hard Times                            | Chaney                     | Koncz Gábor       |
| 1975 | Breakheart-szoros                      | Breakheart Pass                       | Deakin                     | Szersén Gyula     |
| 1975 | Breakheart-szoros                      | Breakheart Pass                       | Deakin                     | Bolla Róbert      |
| 1976 | Déltől háromig                         | From Noon Till Three                  | Graham Dorsey              | Kristóf Tibor     |
| 1976 | Déltől háromig                         | From Noon Till Three                  | Graham Dorsey              | Barbinek Péter    |
| 1976 | Tízezer dolláros megbízás              | St. Ives                              | Raymond St Ives            | Kristóf Tibor     |
| 1976 | Tízezer dolláros megbízás              | St. Ives                              | Raymond St Ives            | Koncz Gábor       |
| 1977 | Támadás Entebbe-nél                    | Raid on Entebbe                       | Dan Shomron dandártábornok | Vass Gábor        |
| 1977 | A fehér bölény                         | The White Buffalo                     | Wild Bill Hickok           | Szersén Gyula     |
| 1978 | Telefon                                | Telefon                               | Grigorij Borsov őrnagy     | Bakota Árpád      |
| 1978 | Telefon                                | Telefon                               | Grigorij Borsov őrnagy     | Vass Gábor        |
| 1979 | Szerelem és golyók                     | Love and Bullets                      | Charlie Congers            | Reviczky Gábor    |
| 1979 | Szerelem és golyók                     | Love and Bullets                      | Charlie Congers            | Szersén Gyula     |
| 1980 | Határsáv                               | Borderline                            | Jeb Maynard                | Rajhona Ádám      |
| 1980 | Határsáv                               | Borderline                            | Jeb Maynard                | Szersén Gyula     |
| 1980 | Caboblanco                             | Caboblanco                            | Gifford Hoyt               | Szersén Gyula     |
| 1981 | Vadászat életre-halálra                | Death Hunt                            | Albert Johnson             | Vass Gábor        |
| 1981 | Vadászat életre-halálra                | Death Hunt                            | Albert Johnson             | Koncz Gábor       |
| 1982 | Bosszúvágy 2.                          | Death Wish II                         | Paul Kersey                | Koncz Gábor       |
| 1982 | Bosszúvágy 2.                          | Death Wish II                         | Paul Kersey                | Bolla Róbert      |
| 1983 | Éjféli leszámolás                      | 10 to Midnight                        | Leo Kessler                | Szersén Gyula     |
| 1984 | Az erőszak pokla                       | The Evil That Men Do                  | Holland / Bart Smith       | Szersén Gyula     |
| 1985 | Bosszúvágy 3. – A terror utcája        | Death Wish 3                          | Paul Kersey                | Koncz Gábor       |
| 1985 | Bosszúvágy 3. – A terror utcája        | Death Wish 3                          | Paul Kersey                | Gáti Oszkár       |
| 1986 | Murphy törvénye                        | Murphy's Law                          | Jack Murphy                | Szersén Gyula     |
| 1986 | Murphy törvénye                        | Murphy's Law                          | Jack Murphy                | Vass Gábor        |
| 1986 | A hatalom megfizet                     | Act of Vengeance                      | "Jock" Yablonski           | Csikos Gábor      |
| 1987 | Merénylet                              | Assassination                         | Jay Killion                | Koncz Gábor       |
| 1987 | Bosszúvágy 4. – Véres leszámolás       | Death Wish 4: The Crackdown           | Paul Kersey                | Csurka László     |
| 1987 | Bosszúvágy 4. – Véres leszámolás       | Death Wish 4: The Crackdown           | Paul Kersey                | Gáti Oszkár       |
| 1988 | A bosszú angyala                       | Messenger of Death                    | Garret Smith               | Koncz Gábor       |
| 1989 | Tiltott dolog: Kinjite                 | Kinjite: Forbidden Subjects           | Crowe hadnagy              | Berzsenyi Zoltán  |
| 1989 | Tiltott dolog: Kinjite                 | Kinjite: Forbidden Subjects           | Crowe hadnagy              | Szersén Gyula     |
| 1991 | Indián vér                             | The Indian Runner                     | Mr. Roberts                | Kristóf Tibor     |
| 1991 | Igen, Virginia, létezik a Mikulás      | Yes, Virginia, there is a Santa Claus | Francis Church             |                   |
| 1993 | Tengeri farkas                         | The Sea Wolf                          | Wolf Larsen kapitány       | Kristóf Tibor     |
| 1993 | Donato és lánya                        | Donato and Daughter                   | Mike Donato őrmester       | Szersén Gyula     |
| 1994 | Bosszúvágy 5. – Bosszú a kedvesemért   | Death Wish V: The Face of Death       | Paul Kersey                | Szersén Gyula     |
| 1994 | Bosszúvágy 5. – Bosszú a kedvesemért   | Death Wish V: The Face of Death       | Paul Kersey                | Barbinek Péter    |
| 1995 | A zsaru családja                       | Family of Cops                        | Paul Fein felügyelő        | Szersén Gyula     |
| 1995 | A zsaru családja                       | Family of Cops                        | Paul Fein felügyelő        | Barbinek Péter    |
| 1997 | A zsaru családja 2. – A hitszegők      | Family of Cops 2                      | Paul Fein felügyelő        | Szersén Gyula     |
| 1997 | A zsaru családja 2. – A hitszegők      | Family of Cops 2                      | Paul Fein felügyelő        | Barbinek Péter    |
| 1999 | A zsaru családja 3. – Lezáratlan akták | Family of Cops 3                      | Paul Fein felügyelő        | Barbinek Péter    |

## Kapcsolódó szócikk
- Tóth Endre (filmrendező)